# قنفذي غاياردو
قنفذي غاياردو أو قرقفان غاياردو (باللاتينية: Echinops gaillardotii) نوع نباتي ينتمي إلى جنس القنفذي من الفصيلة النجمية. سمي نسبة إلى عالم النبات غاياردو (بالفرنسية: Gaillardot)‏.

## الموئل والانتشار
ينتشر هذا النوع في بلاد الشام.